# 東京芸術座
東京芸術座（とうきょうげいじゅつざ）は東京都練馬区にある劇団である。1959年2月4日に村山知義の新協劇団（第二次）と薄田研二の劇団中芸を合同して結成された。第1作は村山知義作の「終末の刻」である。

## 劇団員

### 演出部
- 幡野寛
- 杉本孝司
- 馬上真勝
- たかのきよこ
- 北原章彦
- 安田カオル

### 制作部
- 嶋田みどり
- 疋田敬作
- 筒井正彦

### 演技部

#### 男優
| - 白石守 - 井上鉄夫 - 笹岡洋介 - しもじい - 手塚政雄 - 小杉幸彦 | - 山村勇人 - 梁瀬龍洋 - 神谷信弘 - 鈴木健一朗 - 深井八郎 - 森路敏 - 前田剛志 - 星野子熊 | - 松並俊祐 - 平田正治 - 中屋力樹 - 脇秀平 - 小川拓郎 - 松並俊祐 - 関根学 | - 萩原悠太 |  |

#### 女優
| - 崎田和子 - 川村千鶴 - 芝田陽子 - 西堀鈴江 - 岡田恵 - 青木由紀子 - 田中昭子 - 武石慧子 | - 田口真美 - 田中好江 - 窪之内七穂 - 滝沢ロコ - 宮川このみ - 武田薫 - 岩下孝子 - 小澤奈津子 - 小田原美保 | - 浅利映倫 - 高松枝美 - 安田カオル - 樋川人美 - 小野瀬秀子 - 斉藤薫 - 白木沙織 - 佐藤アズサ - 皆川保並 | - 江部茜 - 松田麻美 - 大橋純子 - 齋藤彩 - 中新井美穂 - 吹田真実 - 村井春花 - 比留間由佳 |  |

#### 客員
- 川池丈司
- 岡橋和彦

## かつて所属していた劇団員

### 男性
- 今橋恒
- 植村達雄
- 浦山迅
- 榎顕太郎
- 小川三郎
- 小川孝
- 奥山明夫
- 小野寺昭
- 加賀谷純一
- 金井大
- 金子正
- 加茂喜久
- 河原田ヤスケ
- 北山年夫
- 倉田地三
- 小比類巻孝一
- 今野秀晴
- 島田順司
- 下地昌伸
- 陶隆司
- 清家暁嗣
- 左右田一平
- 立川恵三
- 田原アルノ
- ト字たかお（旧芸名：平井 高雄）[1]
- 西村晃
- 西村学
- 野々村潔
- 早川研吉
- 原田甲子郎
- 飛騨昇
- 平林章三
- 宝達晃一
- 保科三良
- 牧田正嗣
- 松木圓
- 真野等坪
- 丸山詠二
- 三由茂
- 村山知義
- 森川公也
- 諸橋忠
- 代志住正
- 宮川尚
- 吉原興一
- をはり万造
- 川副博敏
- 林邦明
- 印南貞人
- 北村耕太郎

### 女性
- 飯沼みどり
- 宇梶由利子
- 清洲すみ子
- 関京子（元代表、在籍中に死去）
- 西川ひろみ
- 相生千恵子（元代表、在籍中に死去）
- 浅田和子
- 相沢ケイ子